# The Deep Blue Sea
The Deep Blue Sea ist ein britisches Filmdrama von Terence Davies aus dem Jahr 2011. Es handelt sich um eine Adaption des seit 1952 erfolgreichen gleichnamigen Theaterstücks von Terence Rattigan. In den Hauptrollen sind Rachel Weisz, Tom Hiddleston und Simon Russell Beale zu sehen. Er erzählt die Geschichte der Frau eines Richters, die eine Affäre mit einem ehemaligen RAF-Piloten eingeht.
Der Titel ist dem englischen Sprichwort To be caught between the Devil and the deep blue Sea entlehnt (dt. etwa in der Zwickmühle sitzen) und bezieht sich auf das von der Hauptfigur zu bewältigende Dilemma.

## Handlung
London nach dem Zweiten Weltkrieg: Hester Collyer ist die Frau des wesentlich älteren Richters Sir William Collyer. Sie ist eine Affäre mit Freddie Page, einem ehemaligen RAF-Piloten, eingegangen. Seitdem lebt sie mit Freddie in einer kleinen Wohnung. Der größte Teil des Filmes spielt sich an einem einzigen Tag in Hesters Wohnung ab: Es ist der Tag, an dem sie sich entschließt, sich das Leben zu nehmen. Ihr Versuch scheitert, und während sie sich erholt, wird die Geschichte ihrer Affäre und des ehelichen Lebens in Rückblenden erzählt.
Hesters Eheleben mit William war zwar bequem und von gegenseitiger Sympathie geprägt, blieb jedoch ohne sexuelle Leidenschaft – diese kann ihr der charmante und attraktive Freddie bieten. Durch die Affäre wird die Sexualität der als Pfarrerstochter streng aufgewachsenen Hester geweckt. Als ihre Affäre aufgedeckt wird, verlässt sie ihr bis dahin luxuriöses Leben. In der kleinen Wohnung mit Freddie stellt sich allerdings kein dauerhaftes Glück ein, es mangelt an Geld, und die uneheliche Beziehung findet gesellschaftlich kaum Akzeptanz. Zudem zeigen sich Mentalitätsunterschiede zwischen der kultivierten, anspruchsvollen Hester und dem viele Abende in der Kneipe verbringenden Freddie, der seine eigenen Probleme mitschleppt: Ihm fehlt die „Mischung aus Angst und Aufregung“, die er als Pilot im Krieg hatte, zugleich kann er seine traumatischen Kriegserfahrungen nicht richtig verarbeiten. Mit seiner Rastlosigkeit kann er ihr nicht die offen gezeigte Liebe sowie die Stabilität bieten, die ihr Mann ihr gab.
Nach Hesters Suizidversuch erscheint ihr Ehemann, der von ihrer besorgten Vermieterin Mrs. Elton verständigt wurde. William liebt Hester noch immer und deutet an, dass sie zu ihm zurückkehren könne, wenn sie wolle – es ist Hester allerdings unerträglich, in ein Leben ohne Leidenschaft zurückzukehren. Als Freddie in die Wohnung zurückkehrt, versucht sie, ihren Suizidversuch vor ihm zu verheimlichen. Doch er findet ihren Abschiedsbrief und liest in diesem, dass sie ihm zwar keine Schuld an ihrem Suizidversuch gibt, der Auslöser jedoch war, dass Freddie (im Gegensatz zu William) ihren Geburtstag vergessen hatte. Freddie stürmt wütend aus der Wohnung und nimmt ein Stellenangebot in Südamerika an, für das er England in wenigen Tagen verlassen soll.
Hester versucht die Beziehung zu retten und gabelt Freddie in einem Pub auf, es ist allerdings zu spät. Zugleich lehnt Hester Williams Angebot zur Rückkehr ab und erklärt, sie wolle die Scheidung vollziehen. Als Freddie seine Sachen aus der Wohnung abholt, führen sie eine letzte Aussprache, die in einer freundschaftlichen Verabschiedung endet. Hester ist nun auf sich alleine gestellt und weint lange, schließlich blickt sie aus dem Fenster in das Morgengrauen auf die von Bomben zerstörten Häuser und Straßen.

## Hintergrund
Auf Vorschlag des Filmproduzenten Sean O’Connor widmete sich Terence Davies einer Verfilmung von Terrence Rattigans Stück. Dieses war bereits zuvor 1955 als Lockende Tiefe (The Deep Blue Sea) mit Vivien Leigh in der Hauptrolle verfilmt worden. Davies nahm bei der Adaption von Rattigans Stück ein paar Änderungen vor. So ist die Rolle von Hesters Nachbarn Mr. Miller – einem ehemaligen Arzt, dem die Behandlungserlaubnis entzogen wurde – im Vergleich zum Stück und zur ersten Verfilmung deutlich verkleinert worden. Im Stück freundet sich Miller nach dem Suizidversuch mit Hester an, doch Davies empfand die Figur als eher unglaubwürdig. Die Szenen im Pub sowie der Besuch bei Williams distanzierter Mutter wurden von Davies entworfen, um den Film von der Bühnenhaftigkeit des Stückes wegzubringen.

## Produktion und Veröffentlichung
Für Terence Davies, einen Autorenfilmer, war The Deep Blue Sea sein erster Spielfilm seit elf Jahren, da er in den Jahren dazwischen trotz seiner großen Ansehens mit Finanzierungsschwierigkeiten für seine Projekte zu kämpfen hatte. The Deep Blue Sea wurde für 2,4 Millionen Pfund an 24 Drehtagen gedreht, was ein relativ knappes Budget für einen Kinofilm ist. Mit Rachel Weisz konnte er dennoch einen großen Filmstar verpflichten. Nachdem er sie in Amy Foster – Im Meer der Gefühle gesehen hatte, telefonierte er mit ihr und überzeugte sie für den Film, zumal er ihr Aussehen und ihr Auftreten als für das Ambiente der 1950er-Jahre passend empfand.
Eine dominante Rolle im Film spielt der Andante-Satz aus Samuel Barbers Violinkonzert op. 14, gespielt von  Hilary Hahn und dem Saint Paul Chamber Orchestra unter der Leitung von Hugh Wolff.  Der Kritiker des Spiegel nennt die Musik  einen  „eigenständigen Handlungsträger ins gefühlsstürmische Narrativ geflochten“. Das Stück begleitet die neun Minuten dauernde Eingangssequenz ebenso wie die wortlose Schlusssequenz des Films.
Der Film erschien in Großbritannien erstmals im Jahr 2011, dem Jahr des 100. Geburtstages von Terence Rattigan. In den deutschen Kinos startete er am 27. September 2012.

## Kritiken
Der Film hat weitgehend positive Kritiken erhalten. Auf der Seite Rotten Tomatoes hat der Film eine Bewertung von 7.1/10 Punkten, von den 141 Kritiken fallen 80 % positiv aus. Bei Metacritic hat der Film eine Punktzahl von 82 aus 100 möglichen Punkten in 30 Reviews erhalten.
Der Spiegel schreibt in seiner Filmkritik: „Die Chronologie der Ereignisse hat Davies behutsam aufgebrochen, er zeigt in fragmentarischen Rückblenden, was vor dem Selbstmordversuch geschah, und er ergründet in langen dialogischen Szenen das Nachspiel dessen Scheiterns. [...] Aber der Regisseur baut auch ein Puppenhaus aus Dekor, Licht, eleganter Kameraführung und klassischer Geige um seine Figuren, die darin beinahe zwangsläufig selber wie Puppen erscheinen.“
In der Taz heißt es: „„The Deep Blue Sea“ ist im Signaturstil des Terence Davies gehalten, von den singenden Pub-Besuchern bis zum stets beweglichen, elegant über die Stoffe und Texturen streifenden Blick des deutschen Kameramanns Florian Hoffmeister. Man wird jedoch, bei aller Schönheit, das Gefühl nicht los, dass sich hier ein großer Regisseur in Selbstwiederholung übt. Es sind vor allem jene Szenen, in denen die abweisende Mutter des Richters auftritt, die allzu augenfällig ins theatrale Kunstgewerbe zielen.“
Die Berliner Zeitung urteilt in ihrer Rezension: „Wer kluge und alte Filme liebt, ist in diesem hier richtig. Der britische Regisseur Terence Davies hat ein so untrügliches Gespür für Schönheit und Drama, dass man zwangläufig hingerissen ist. [...] Äußerst kunstvoll verbindet Terence Davies verschiedene Zeitebenen sowie Diskurse, etwa über Natur und Kultur, Hingabe und Distanz, Geschichte und Gegenwart.“
Deutschlandradio Kultur lobt: „Was wie ein großes Kinomelodram der 50er-Jahre klingt, bleibt in der Regie von Terence Davies ein Kammerspiel - nur dass die Leinwand hier zur Bühne wird, ohne dass die emotionale oder filmische Wirkung verloren ginge. Eine konsequent düster-melancholische Szenerie, ausgefeilte Dialoge, vor allem aber die Mimik der Darsteller werden in langen ruhigen Einstellungen nahezu peinigend direkt eingefangen“.

## Auszeichnungen
2011 konkurrierte The Deep Blue Sea erfolglos in den Wettbewerben des Festival Internacional de Cine de Donostia-San Sebastián und London Film Festival. 2012 erhielt Hauptdarstellerin Rachel Weisz den New York Film Critics Circle Award und wurde im selben Jahr für den Evening Standard British Film Award und London Critics’ Circle Film Award nominiert. Nebendarsteller Simon Russell Beale erhielt ebenfalls eine Nominierung für den London Critics’ Circle Film Award. 2013 wurde Rachel Weisz für den Golden Globe als ‚Beste Hauptdarstellerin – Drama‘ nominiert.